# 和歌山県立田辺工業高等学校
和歌山県立田辺工業高等学校（わかやまけんりつ たなべこうぎょうこうとうがっこう）は、和歌山県田辺市に所在する公立の工業高等学校。
県内の事業所と連携して実際の仕事をして職業観や勤労観を身につけるデュアルシステムというプログラムを実施している。

## 設置学科
- 機械科（1学年あたり80名）
- 電気電子科（1学年あたり40名）
- 情報システム科（1学年あたり40名）

## 沿革
- 1963年 機械科、電子科、工業化学科の3学科で開校
- 1967年 工業化学科に女子コース設置
- 1990年 工業化学科を募集停止。生産システム科を設置
- 2003年 生産システム科を募集停止。情報システム科を設置
- 2008年 電子科を電気電子科に改称。

## 所在地
- 〒646-0021 田辺市あけぼの51-1

※最寄り駅は、紀勢本線紀伊田辺駅